# 양남중학교
양남중학교(陽南中學校)는 대한민국 경상북도 경주시 양남면 하서리에 있는 공립 중학교이다.

## 학교 연혁
- 1947년 11월 1일 : 양남 고등 공민 학교 설립
- 1953년 2월 28일 : 재단 법인 양남 학원 인가
- 1954년 3월 3일 : 양남 중학교 설립 인가(사립)
- 1954년 3월 15일 : 제1회 졸업식 (35명)
- 1964년 3월 17일 : 재단 법인 양남 학원을 학교 법인으로 학칙 변경 인가
- 1970년 1월 22일 : 공립 양남 중학교로 전환
- 1971년 3월 1일 : 학칙 변경 9학급 인가
- 1976년 3월 1일 : 학칙 변경 12학급 인가
- 2008년 3월 1일 : 경상북도교육청지정 영어교육 시범학교 지정 (2008~2009)
- 2018년 3월 28일 : 경상북도교육청지정 2018학년도 명품학교 지정
- 2019년 3월 27일 : 경상북도교육청 경북예비미래학교 지정
- 2020년 3월 2일 : 경상북도교육청 경북미래학교 선정 운영
- 2023년 9월 1일 : 제26대 박형래 교장 취임
- 2024년 1월 4일 : 제71회 24명 졸업식(총 6,610명)
- 2024년 3월 4일 : 2024학년도 신입생 입학(21명)

## 참고 자료
- 양남중학교 - 한국교육학술정보원 학교알리미